# Cerocephala cornigera
Cerocephala cornigera är en stekelart som beskrevs av John Obadiah Westwood 1832. Cerocephala cornigera ingår i släktet Cerocephala och familjen puppglanssteklar. Arten är reproducerande i Sverige. Inga underarter finns listade i Catalogue of Life.